# Kier
Kier (fr. cœur – „serce”) – jeden z czterech kolorów w kartach typu francuskiego oznaczony czerwonym sercem .
Odpowiednikiem kierów w talii niemieckiej są serca, w talii szwajcarskiej – kwiaty, zaś w talii włosko-hiszpańskiej puchary.
Pełna talia kart do gry w brydża zawiera 13 kart tego koloru, czyli karty numerowane 2–10, waleta, damę, króla i asa:

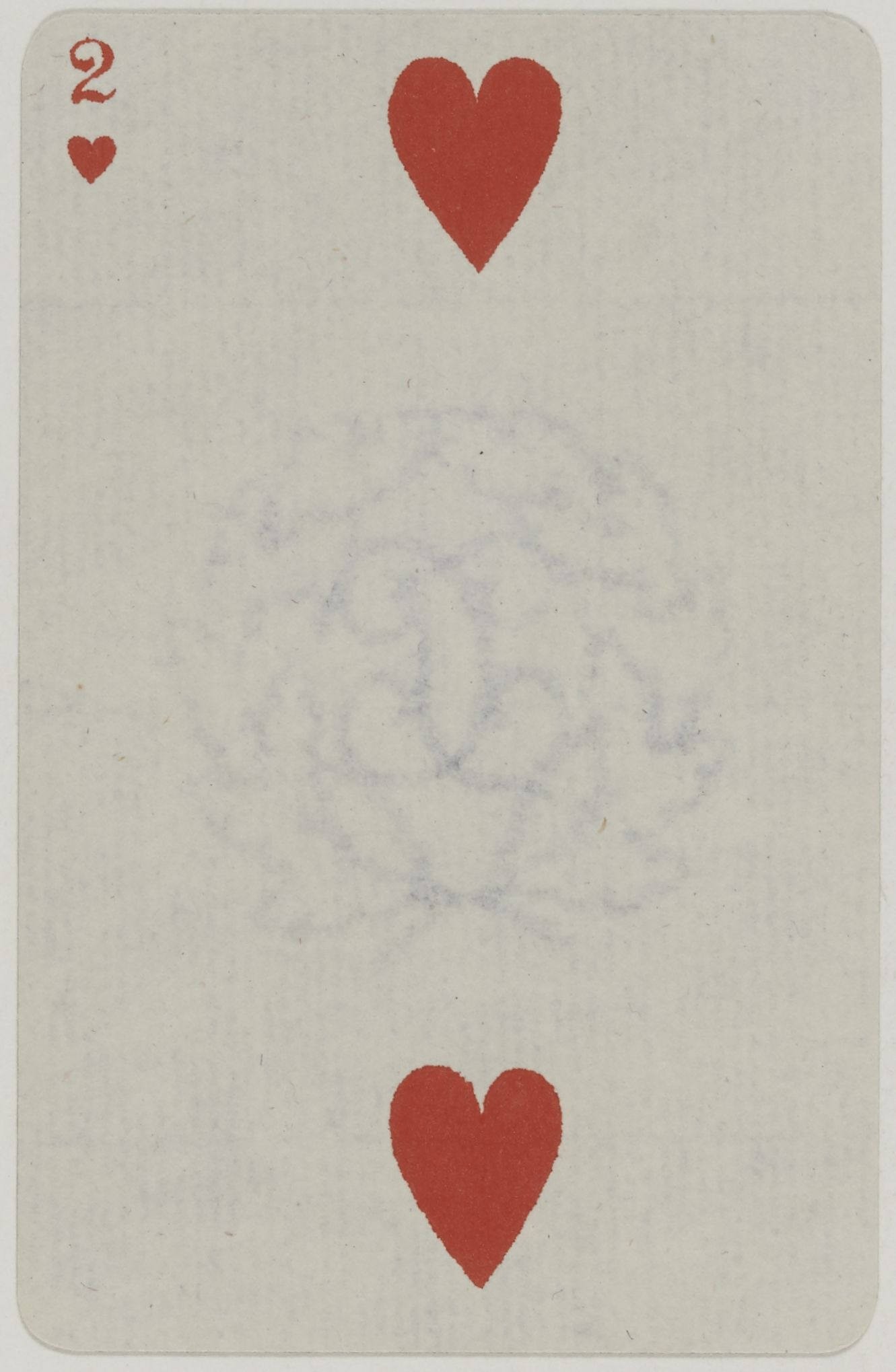
Dwójka kier
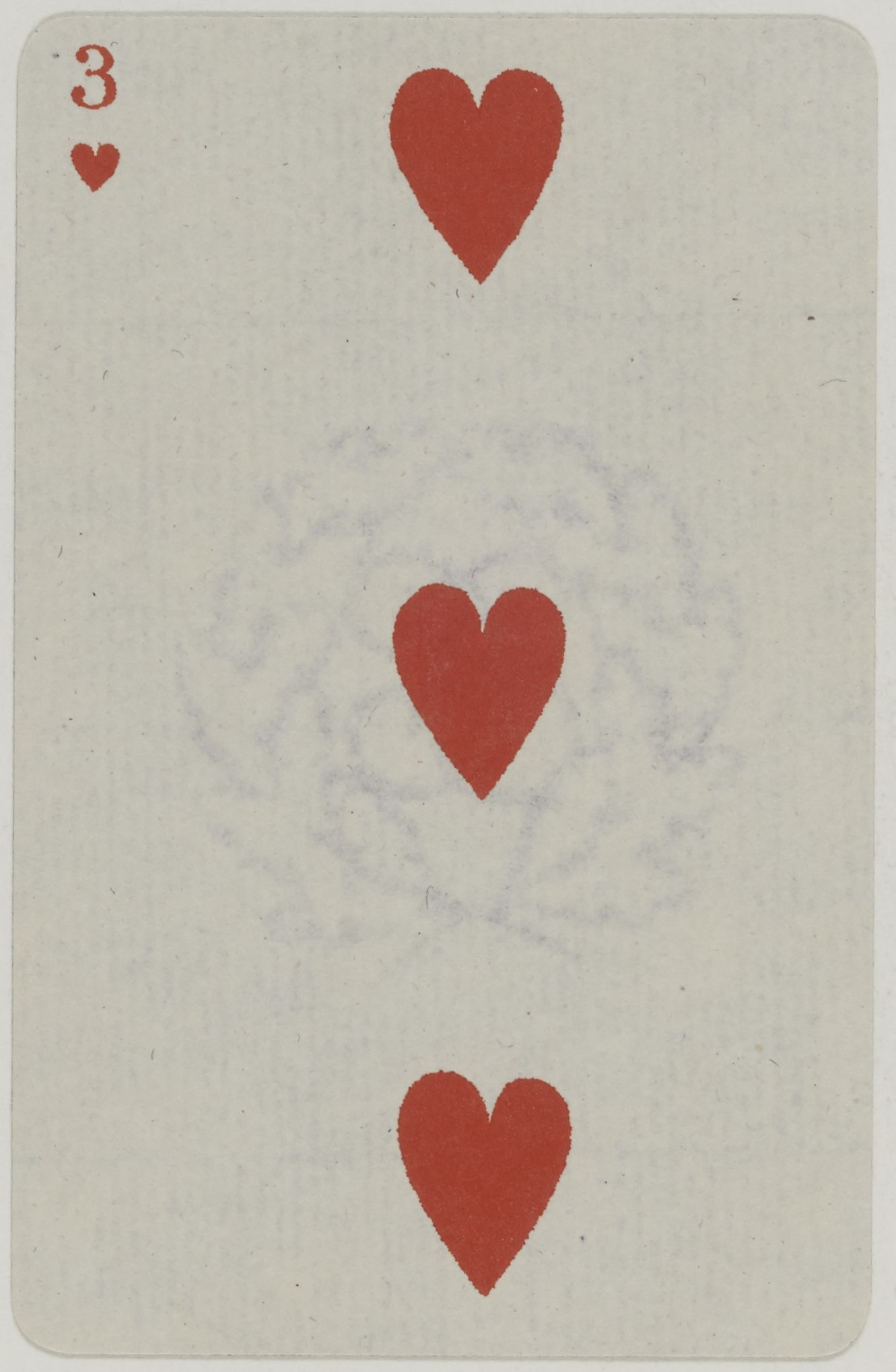
Trójka kier
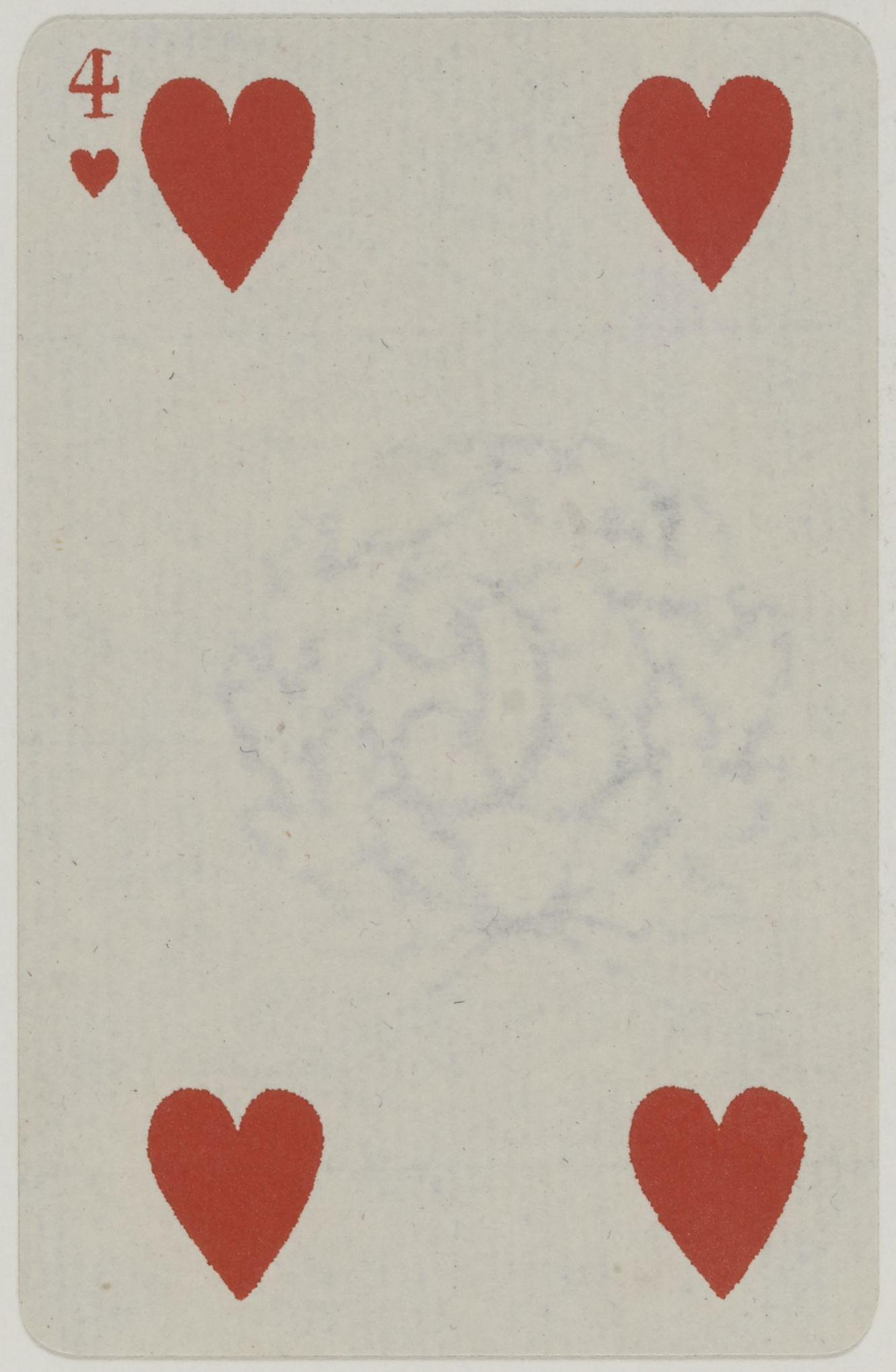
Czwórka kier
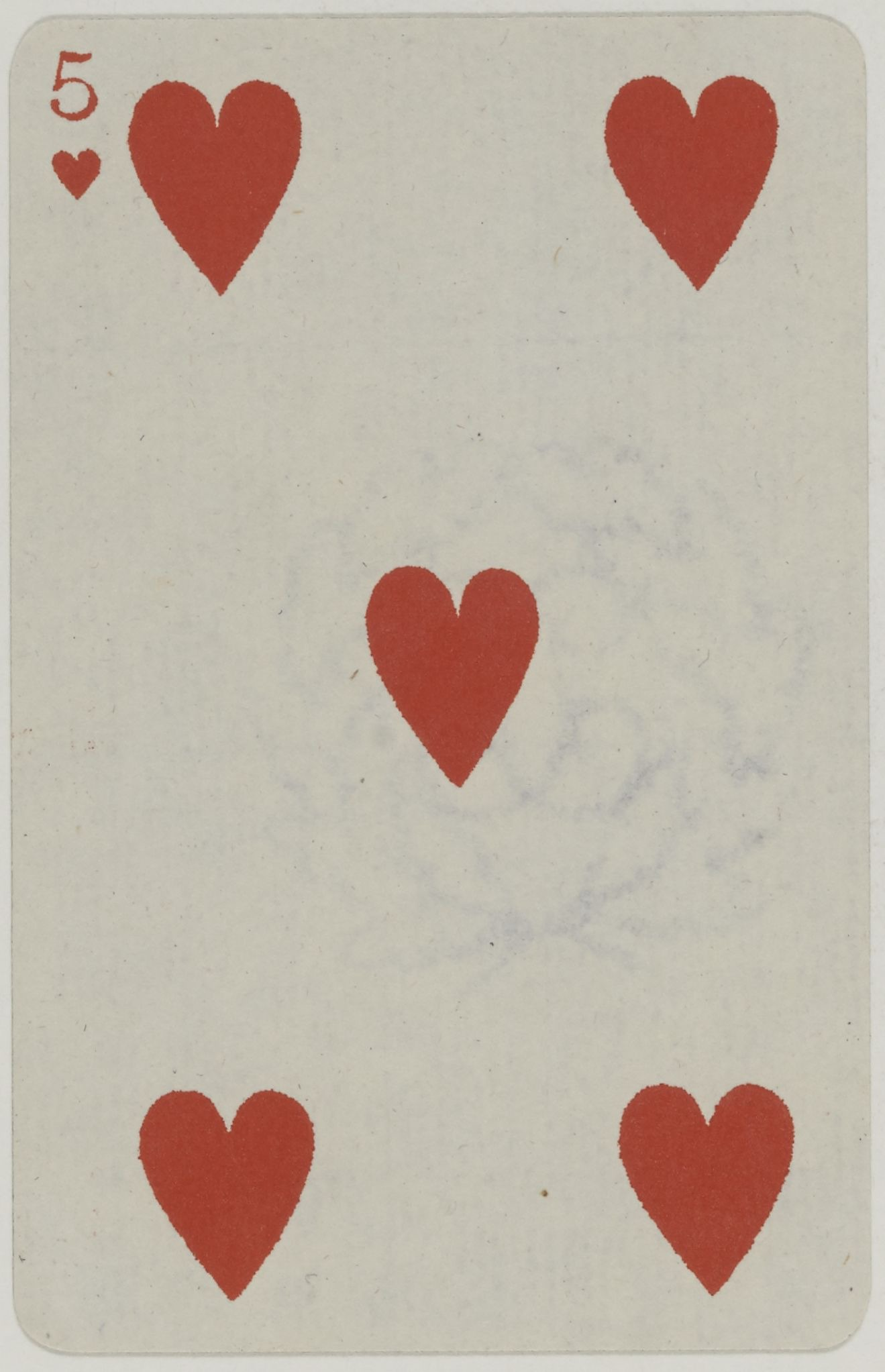
Piątka kier
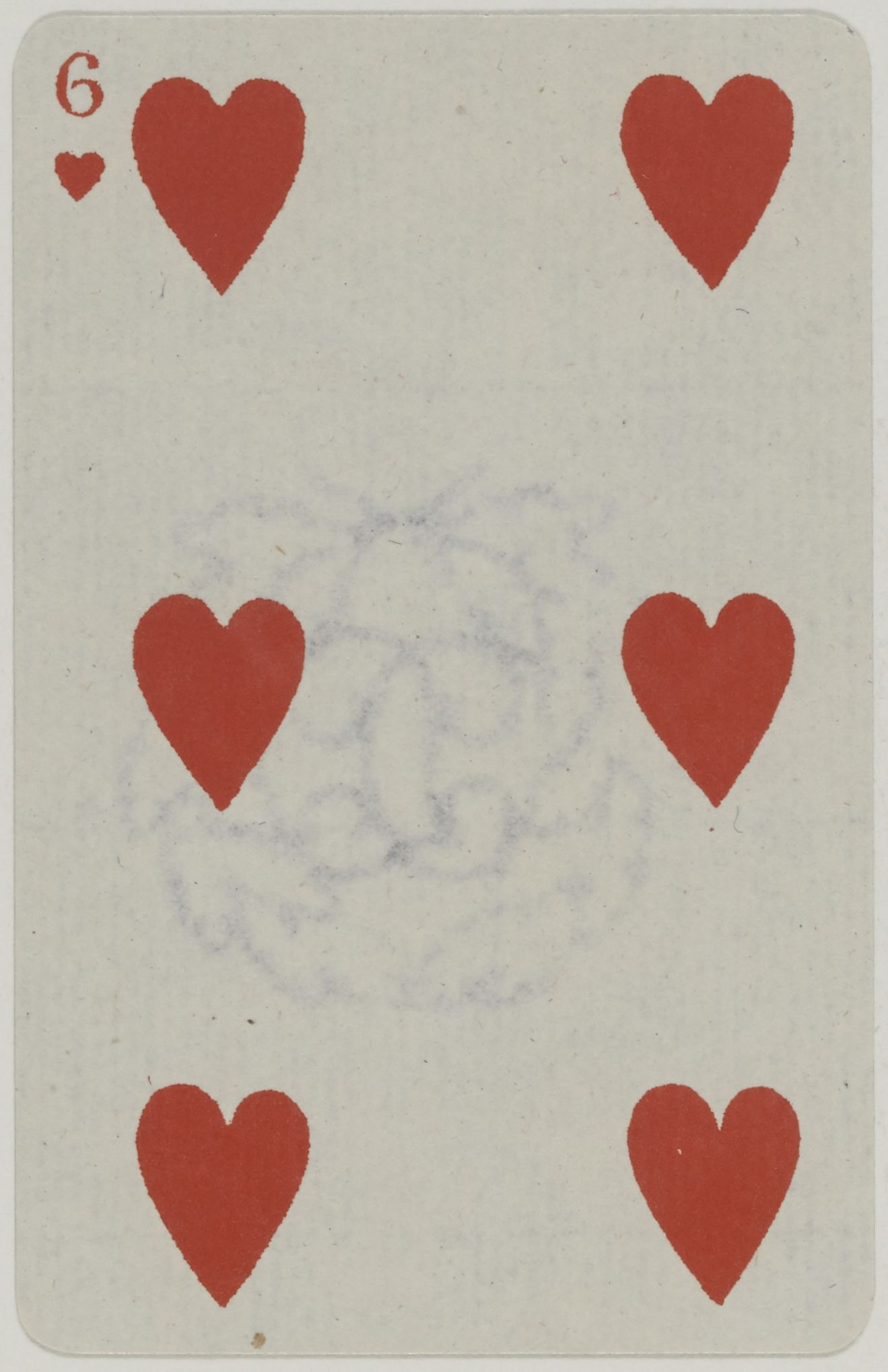
Szóstka kier
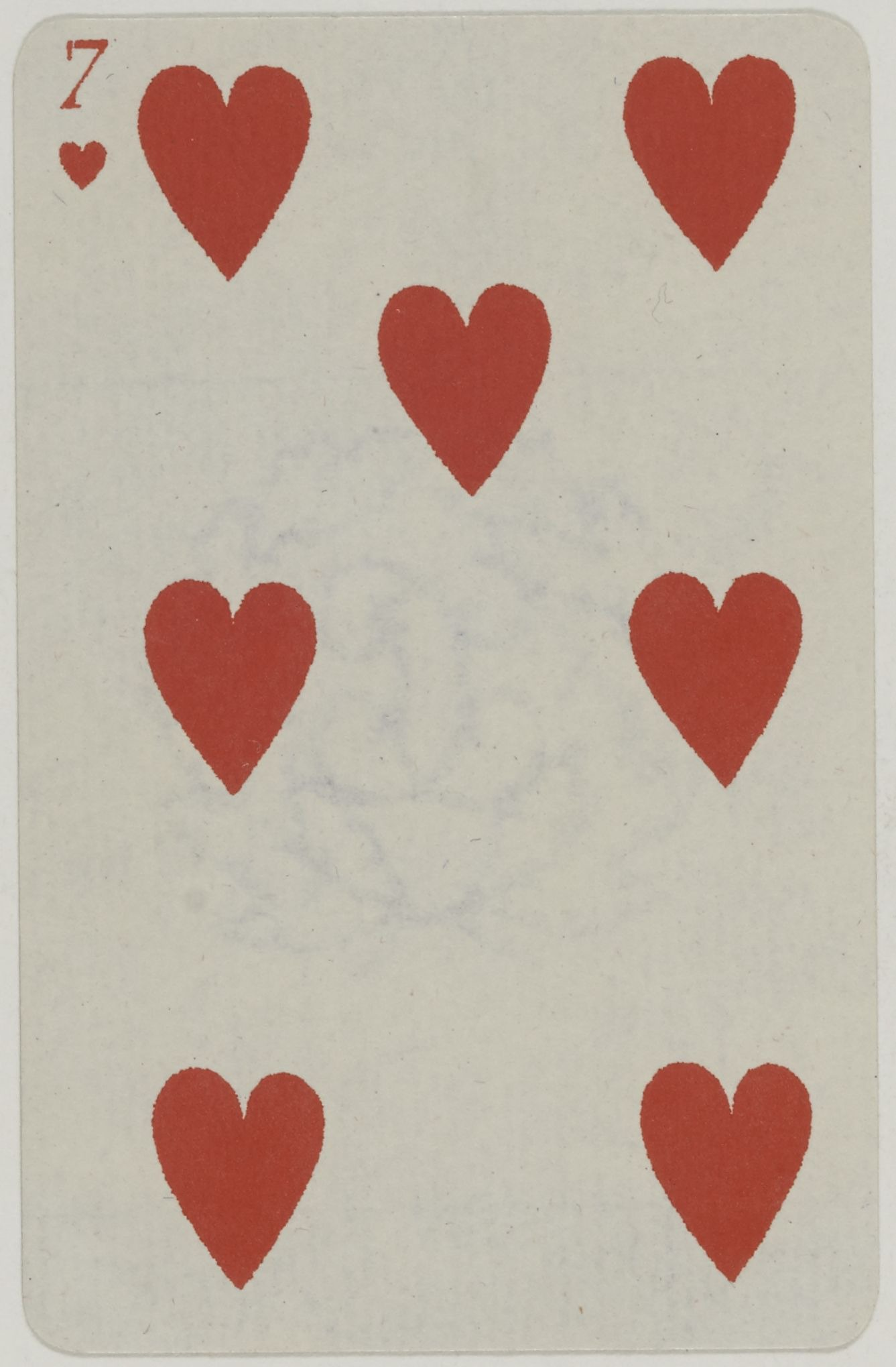
Siódemka kier
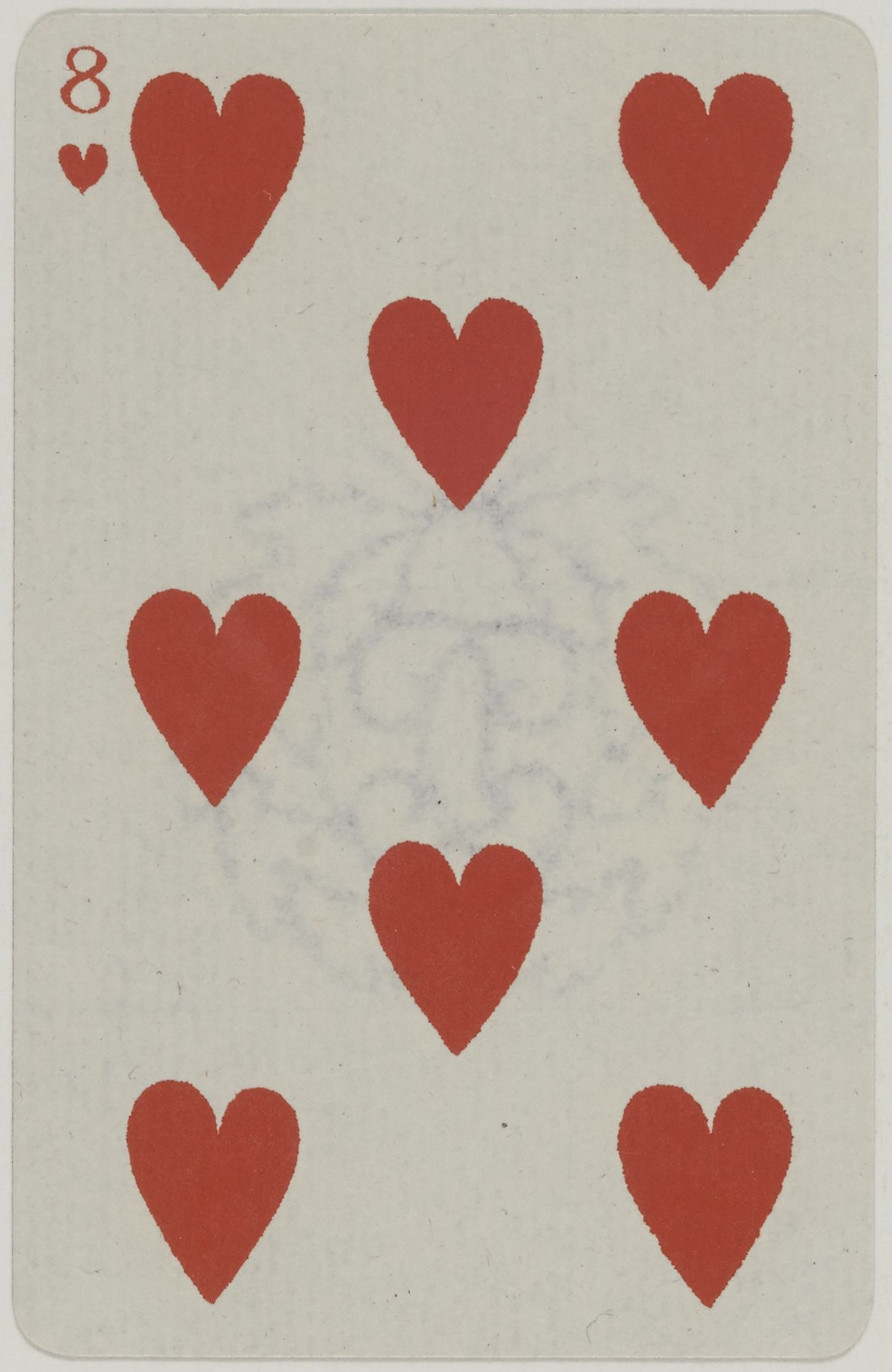
Ósemka kier
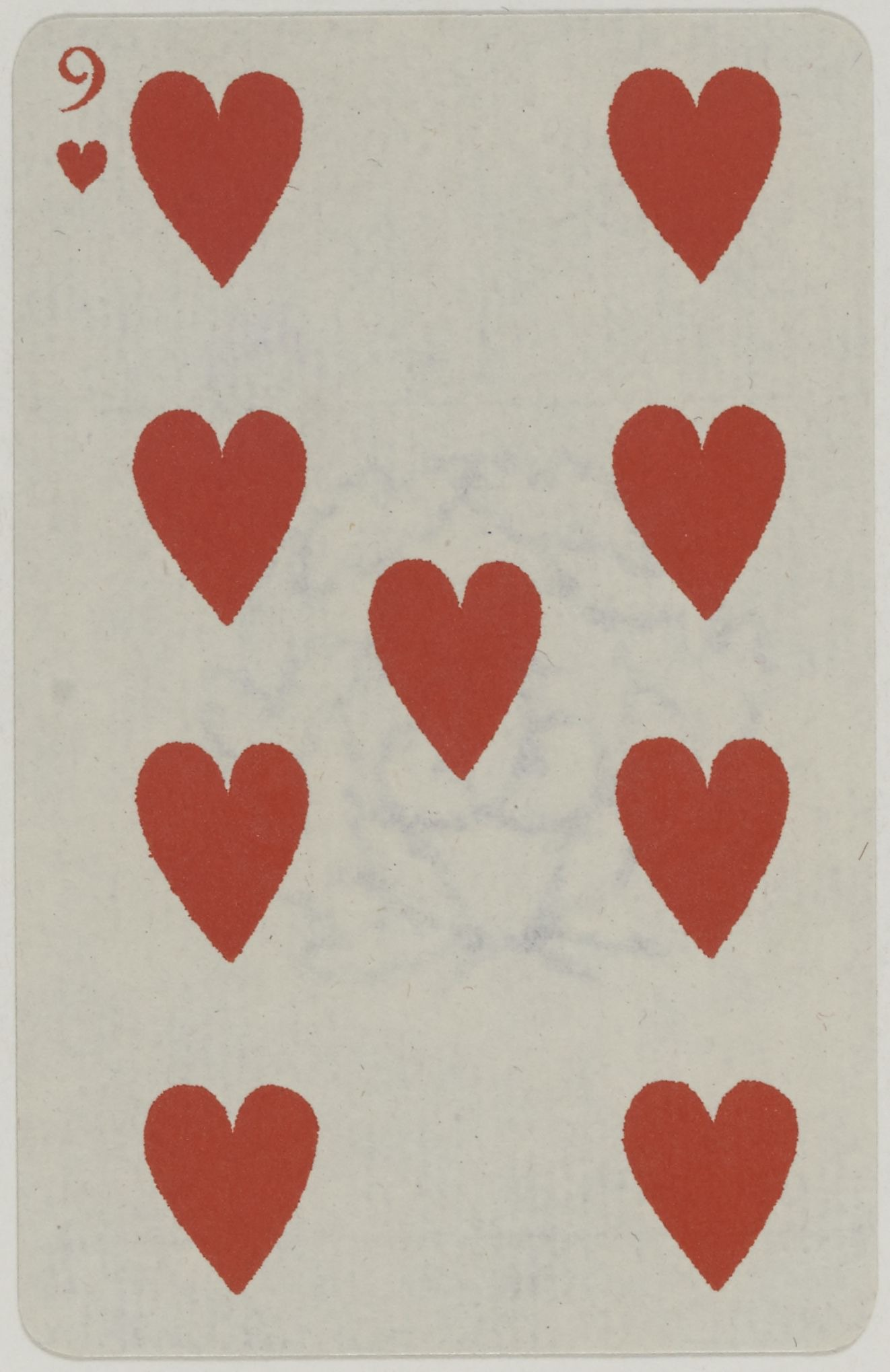
Dziewiątka kier
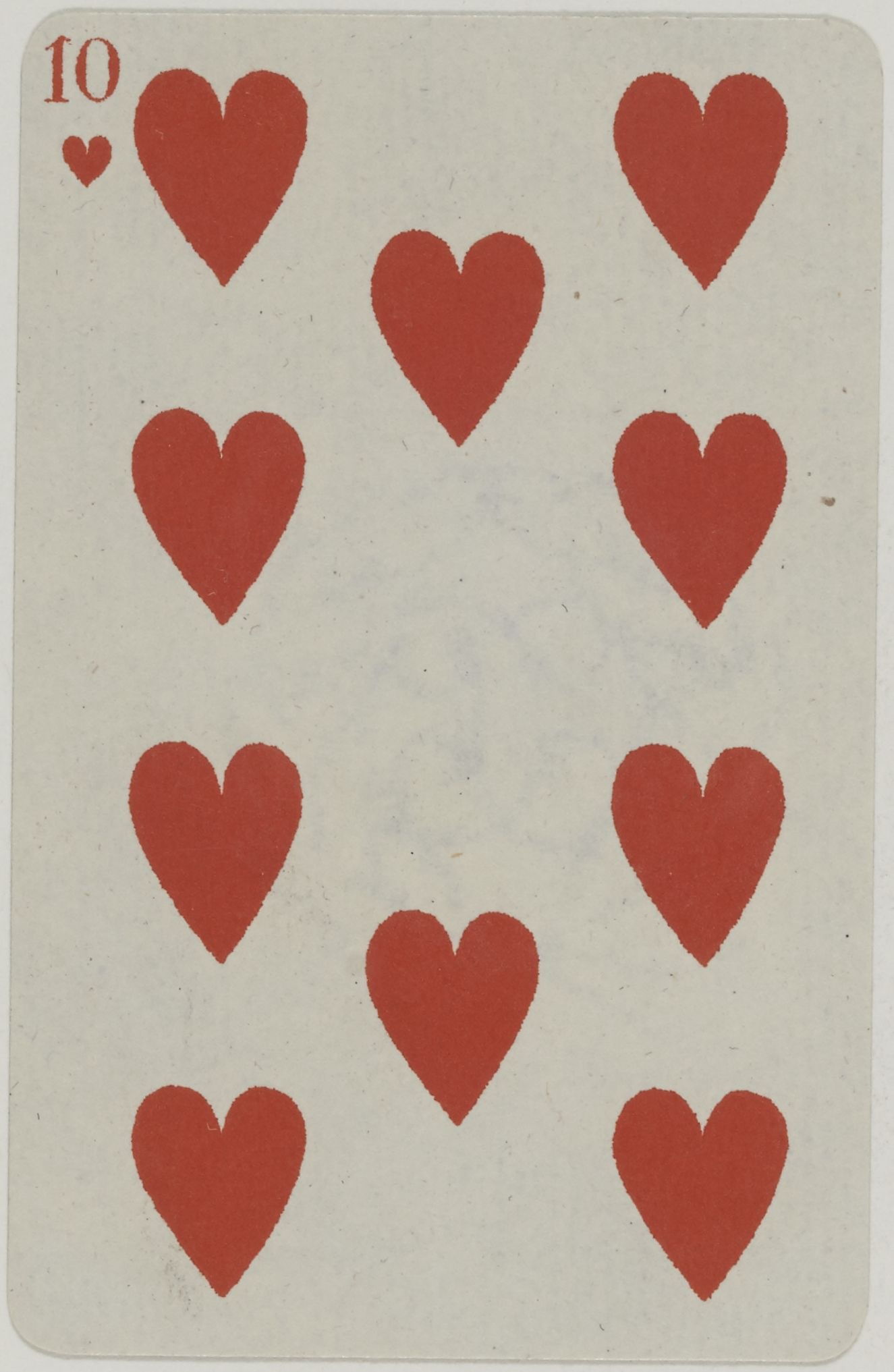
Dziesiątka kier
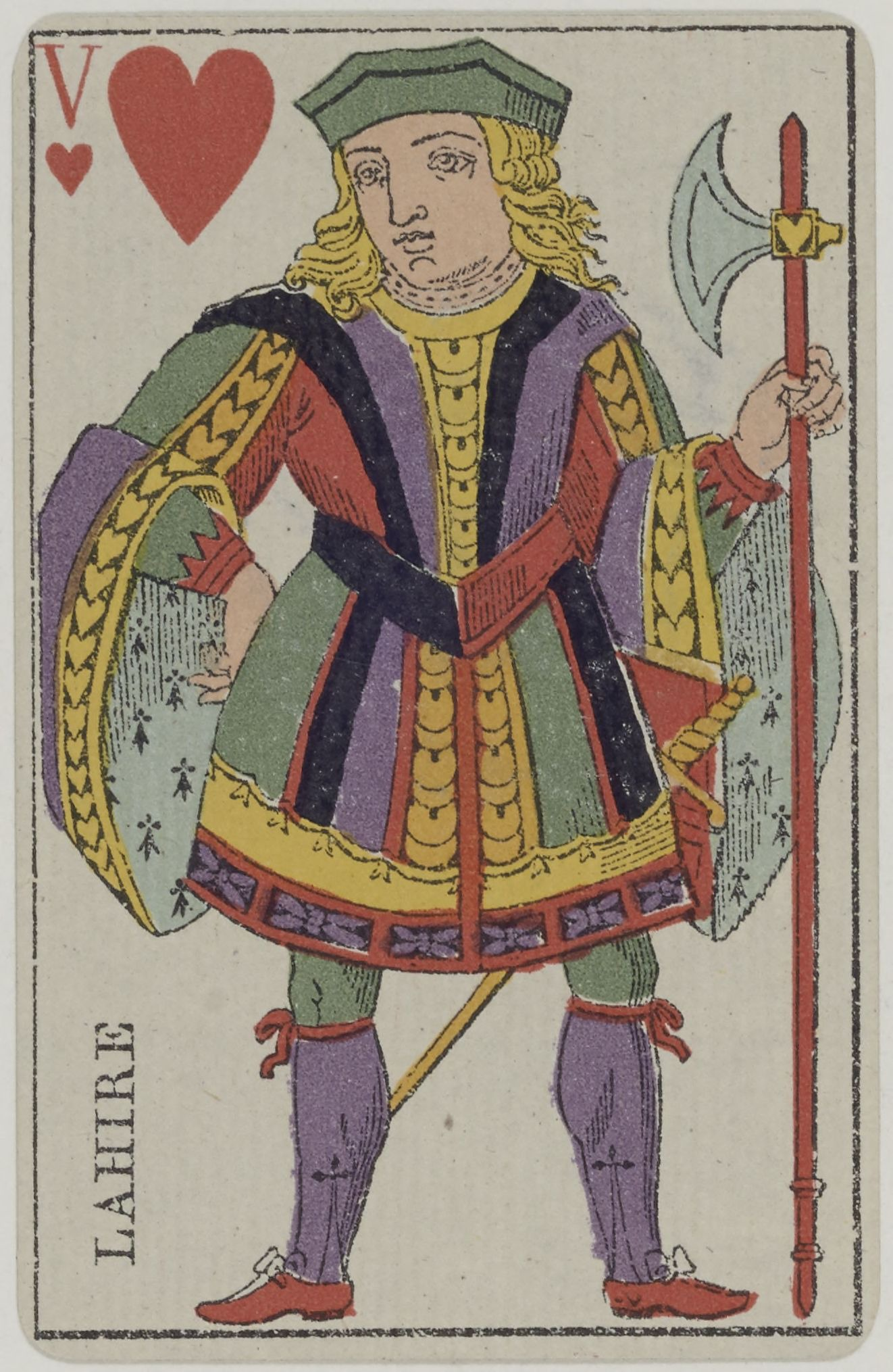
Walet kier
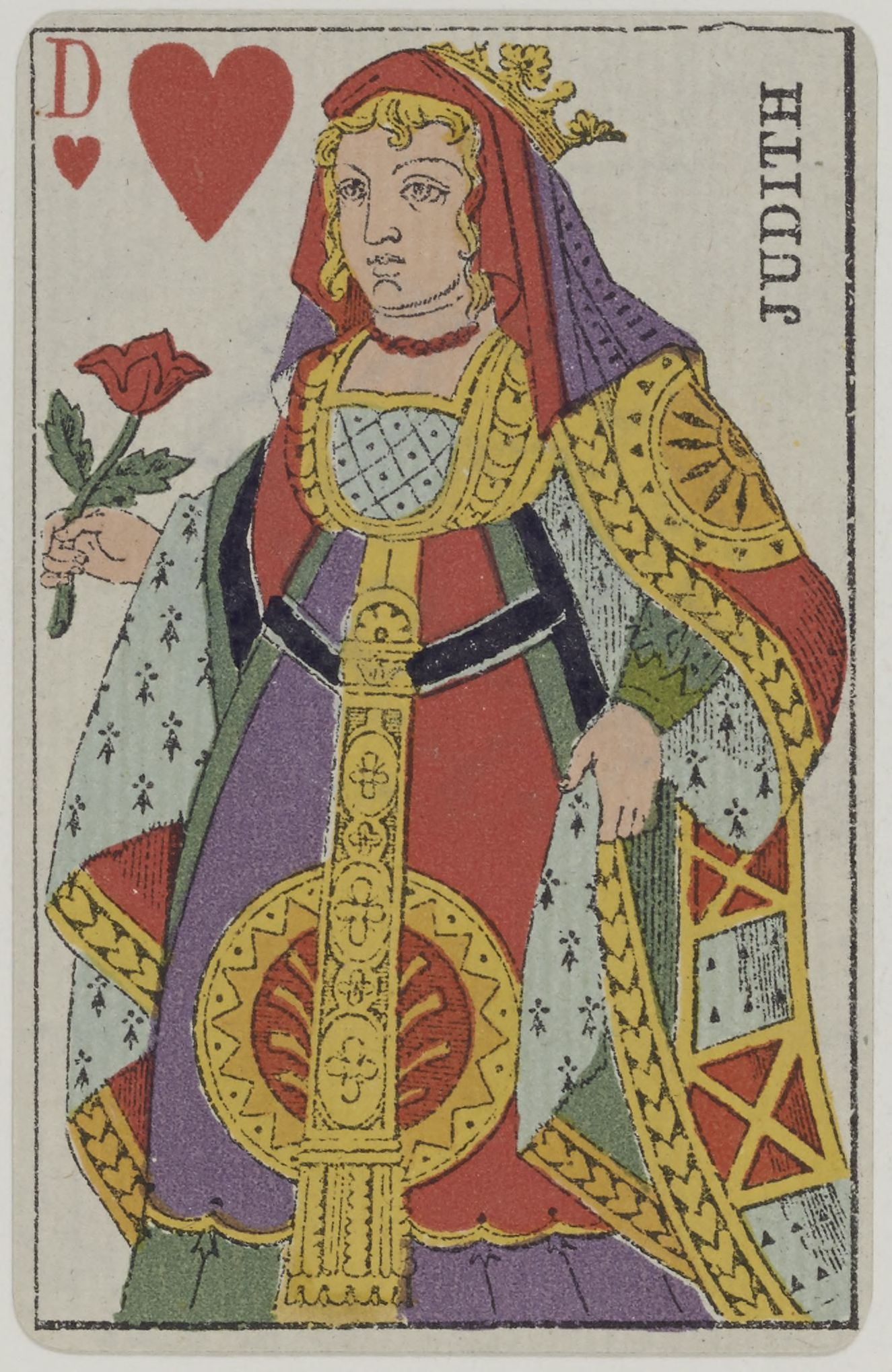
Dama kier
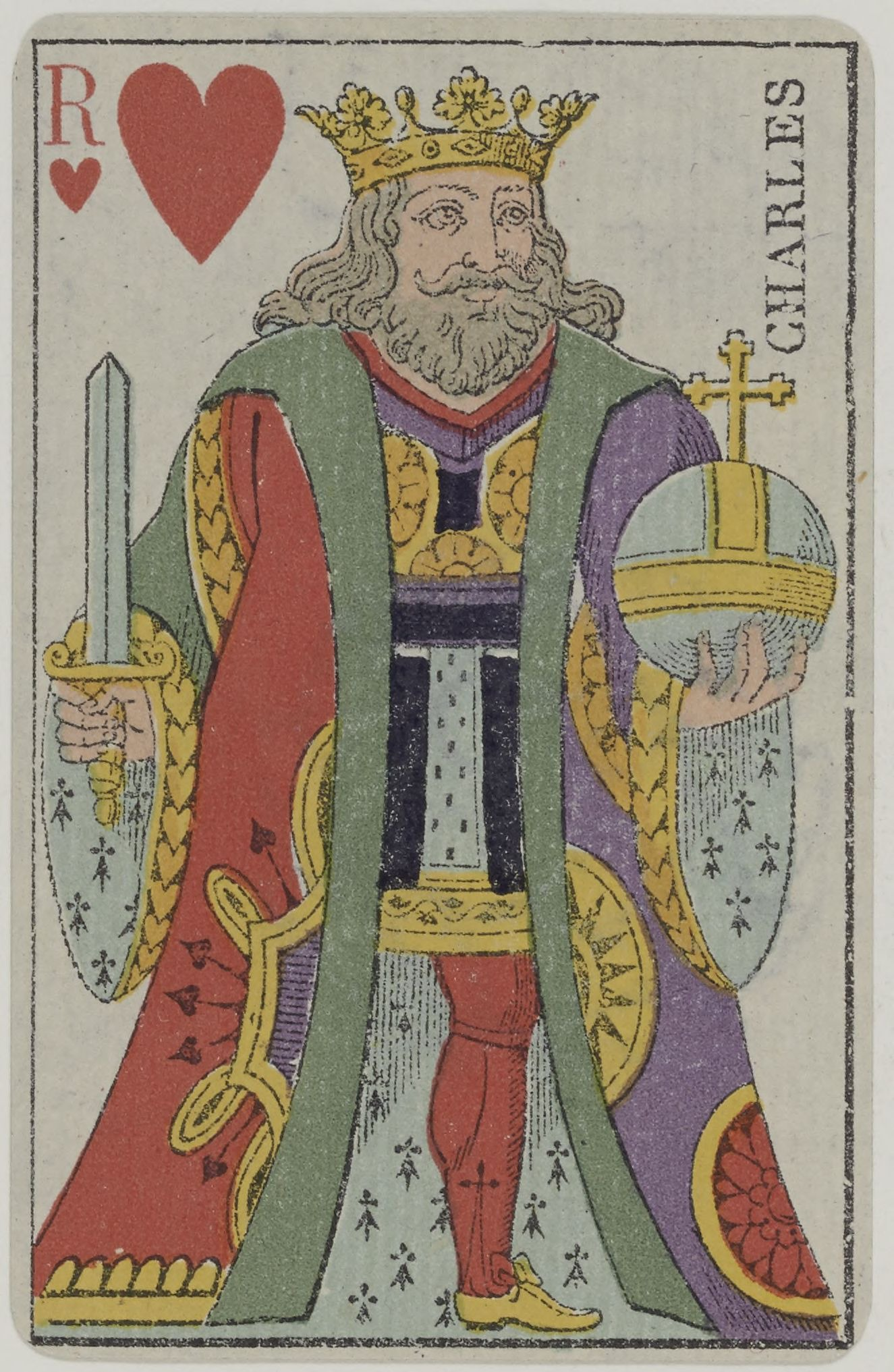
Król kier
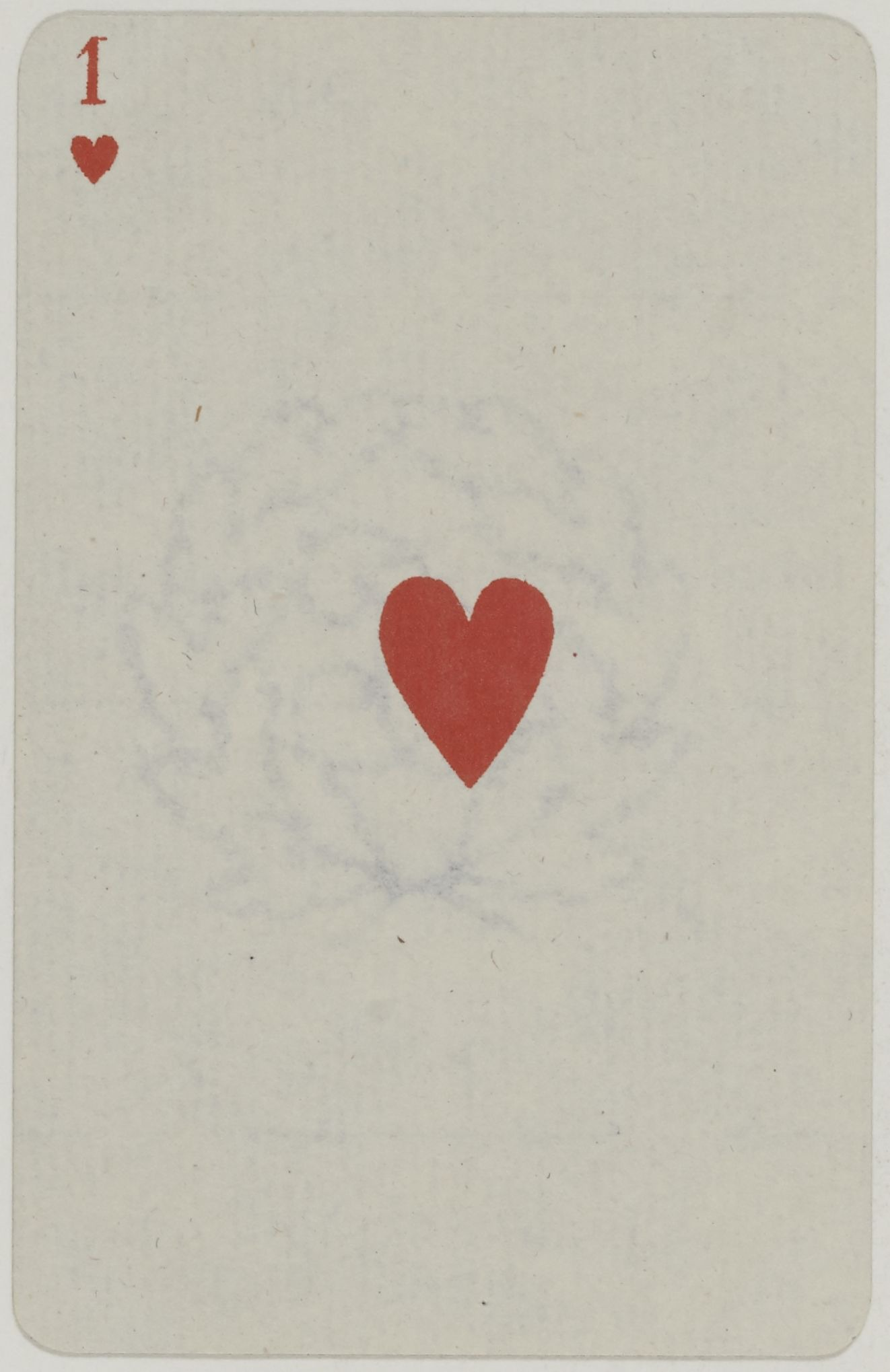
As kier

Pełna talia kart do gry w taroka zawiera 14 kart tego koloru, czyli: dziesięć blotek (znaczone od 1 do 10), oraz cztery figury:

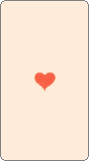
Jedynka kier
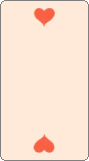
Dwójka kier
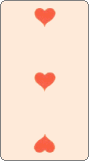
Trójka kier
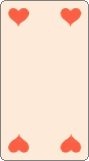
Czwórka kier
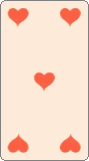
Piątka kier
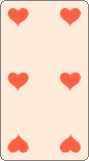
Szóstka kier
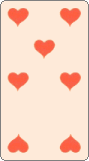
Siódemka kier
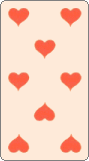
Ósemka kier
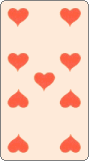
Dziewiątka kier
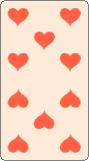
Dziesiątka kier
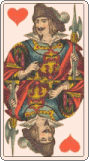
Walet kier
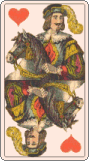
Jeździec kier
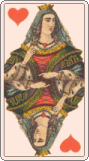
Dama kier
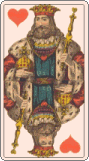
Król kier

W Polsce kiery nazywane są także sercami albo czerwieniami oraz hercami (z niem. Herz, szczególnie na Śląsku). W języku angielskim kiery nazywają się hearts, symbol H (stosowany w zapisie brydżowym).

## Serce w kartach niemieckich
Czerwień (niem. Herz) – jeden z czterech kolorów w kartach wzoru niemieckiego .
Pełna talia do gry w skata zawiera 8 kart tego koloru, czyli: cztery blotki (znaczone od 7 do 10) i cztery figury.

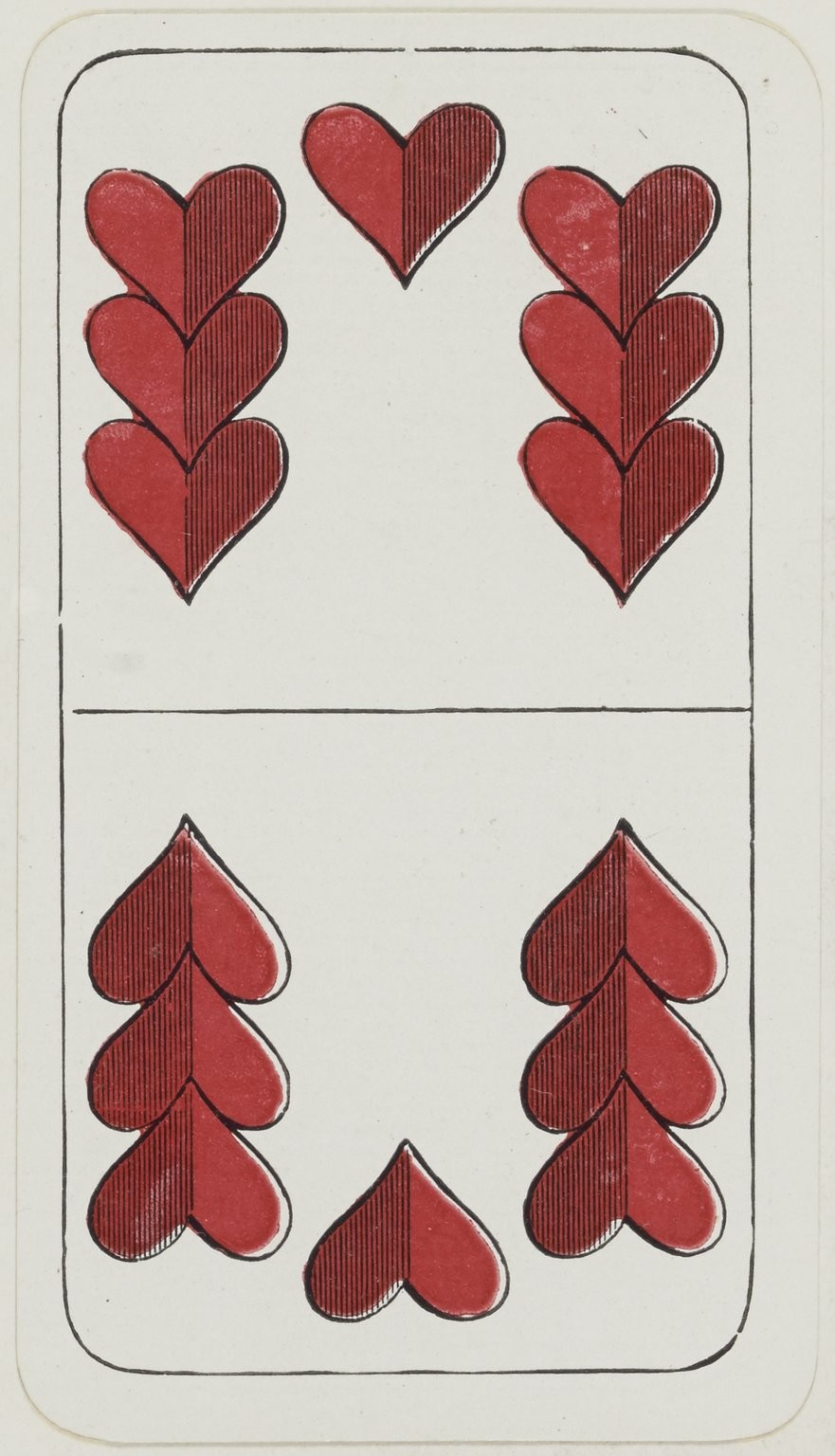
Siódemka czerwienna
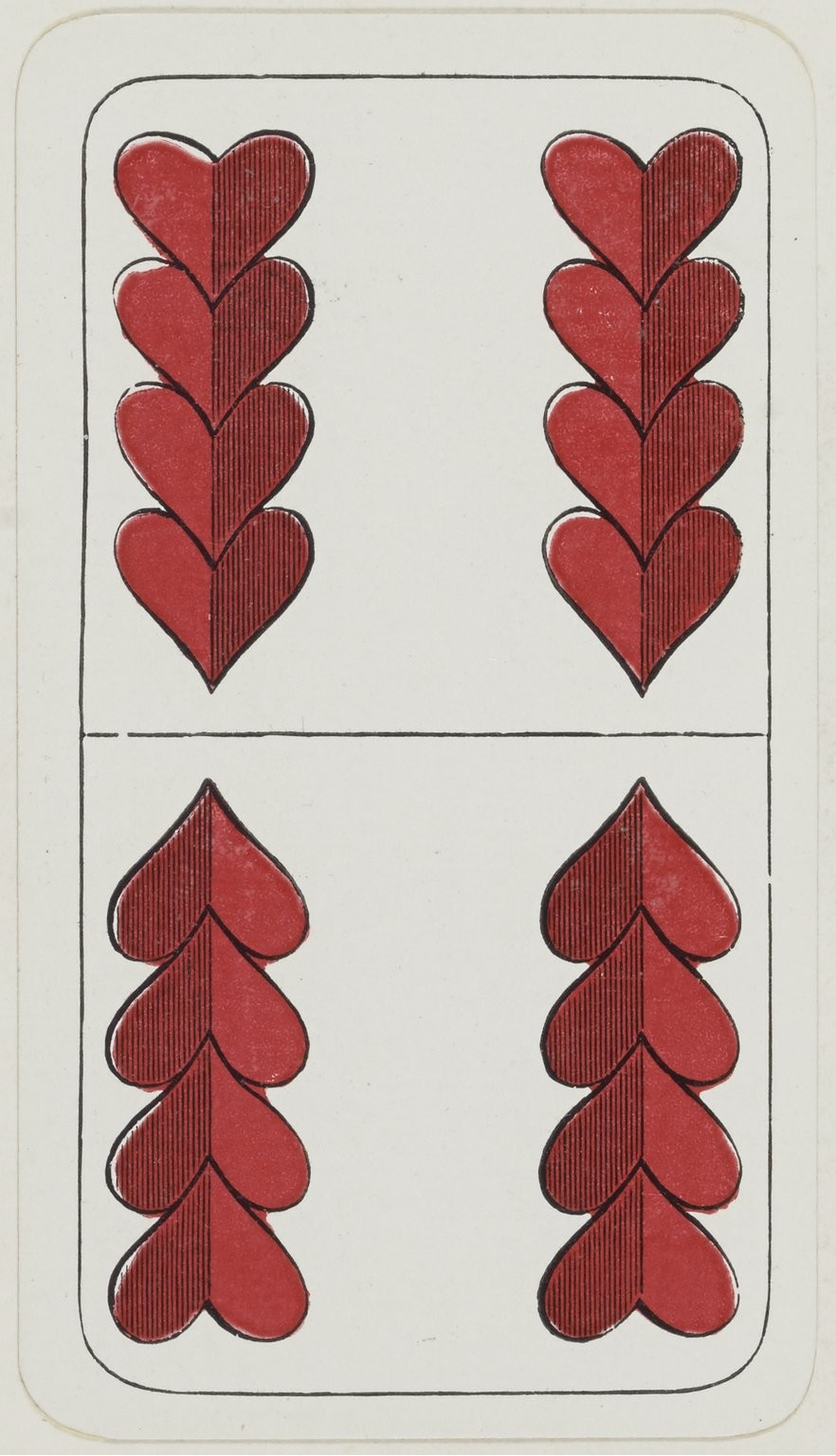
Ósemka czerwienna
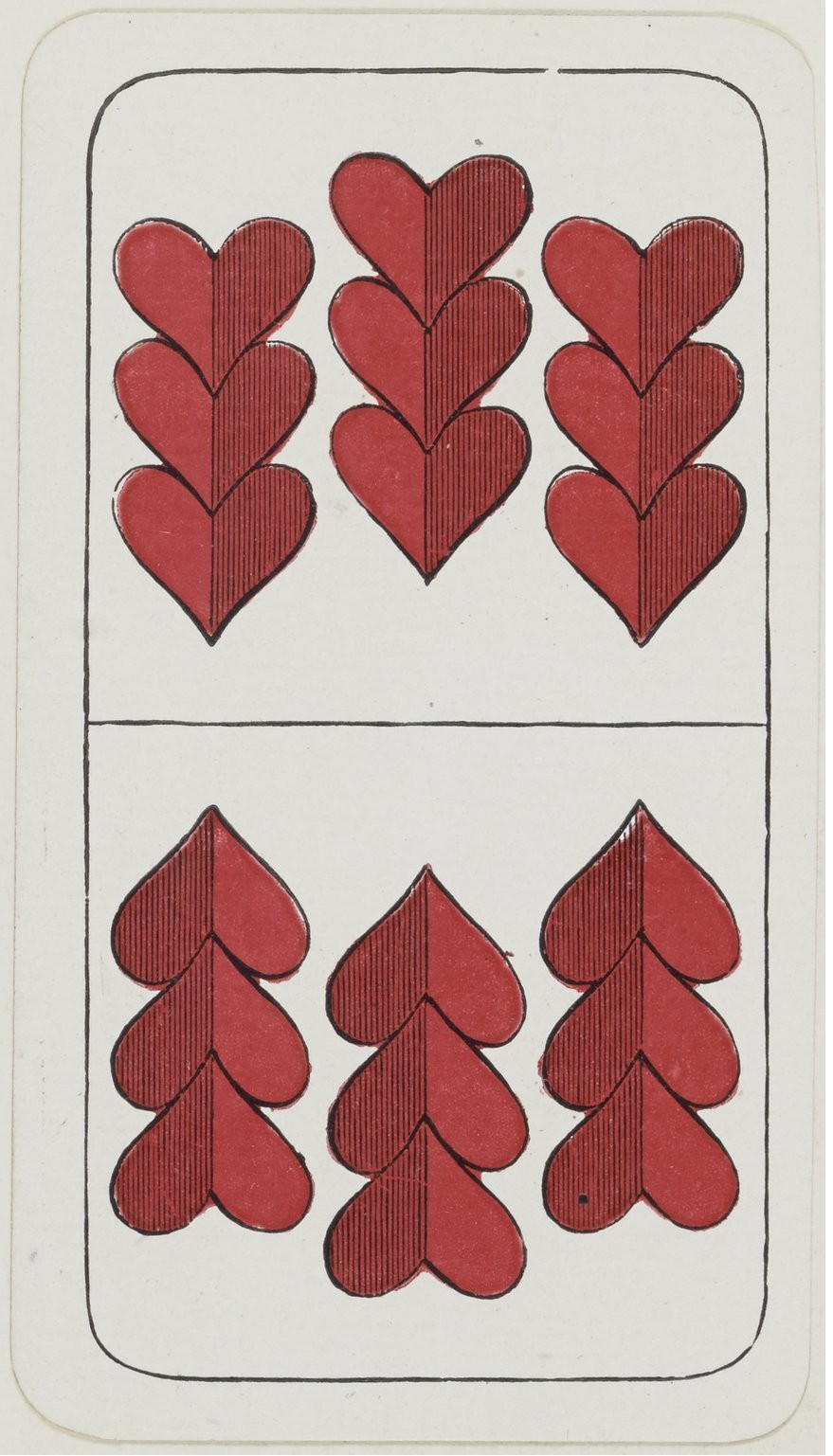
Dziewiątka czerwienna
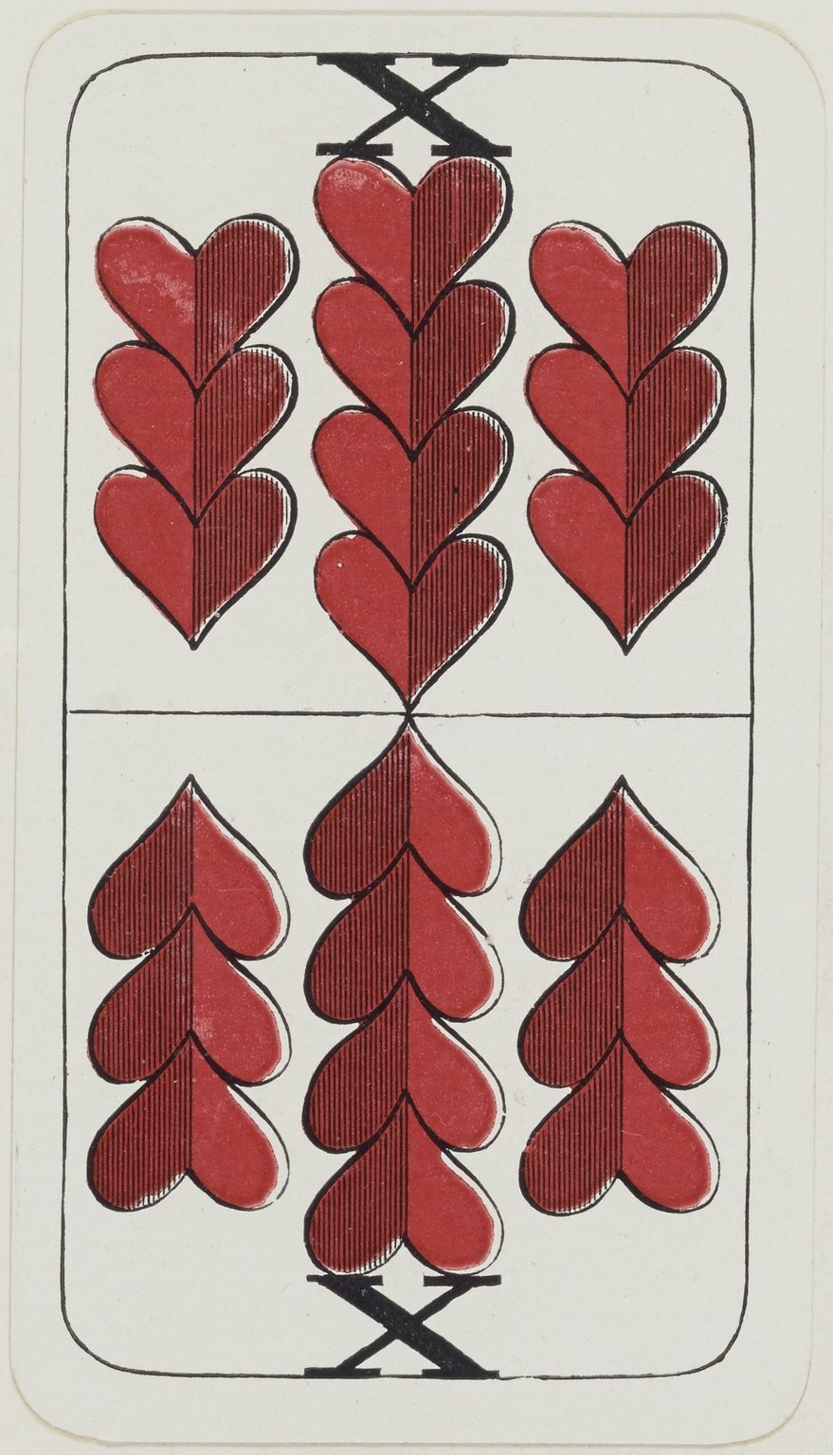
Kralka czerwienna
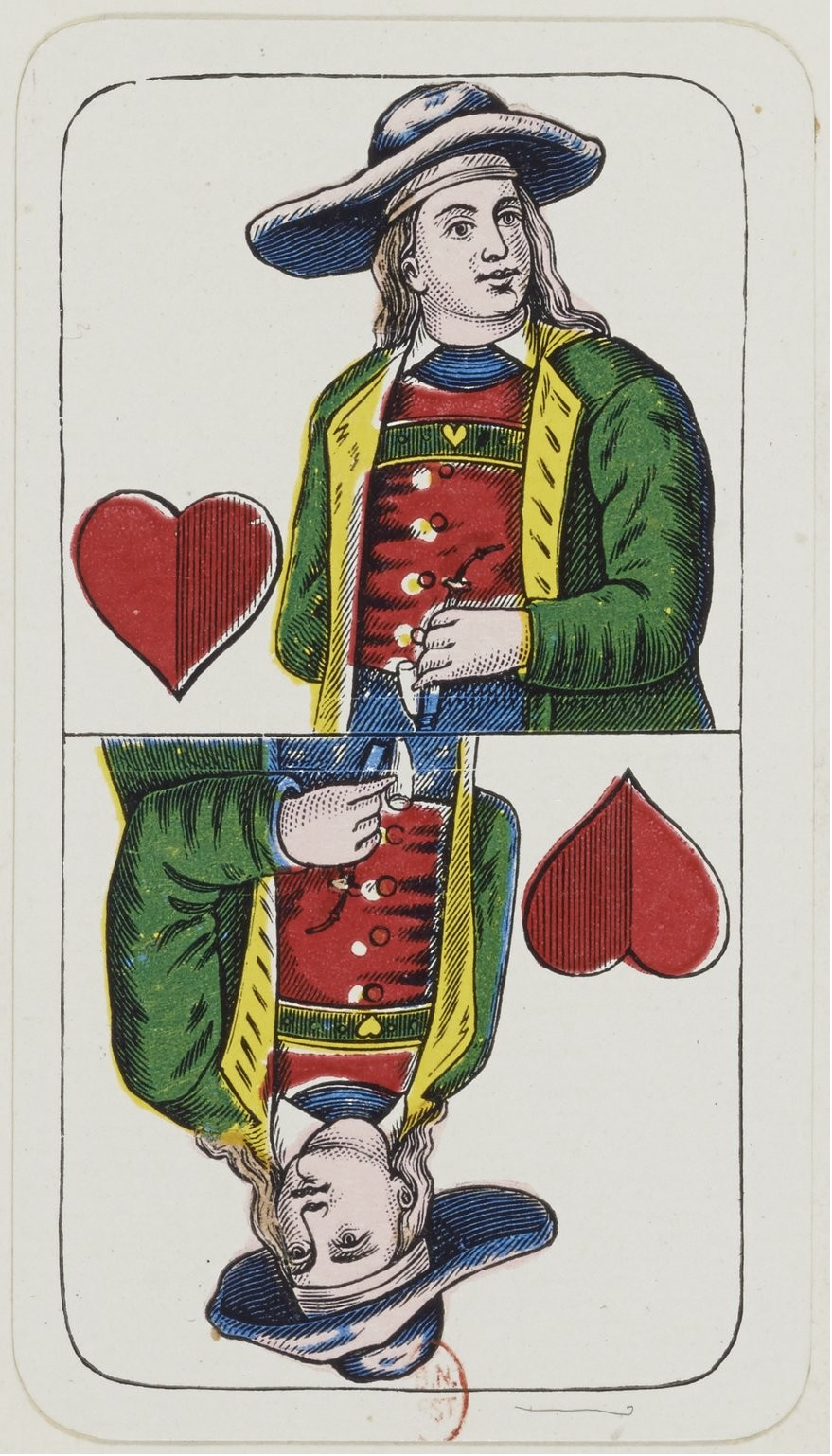
Niżnik czerwiennyy
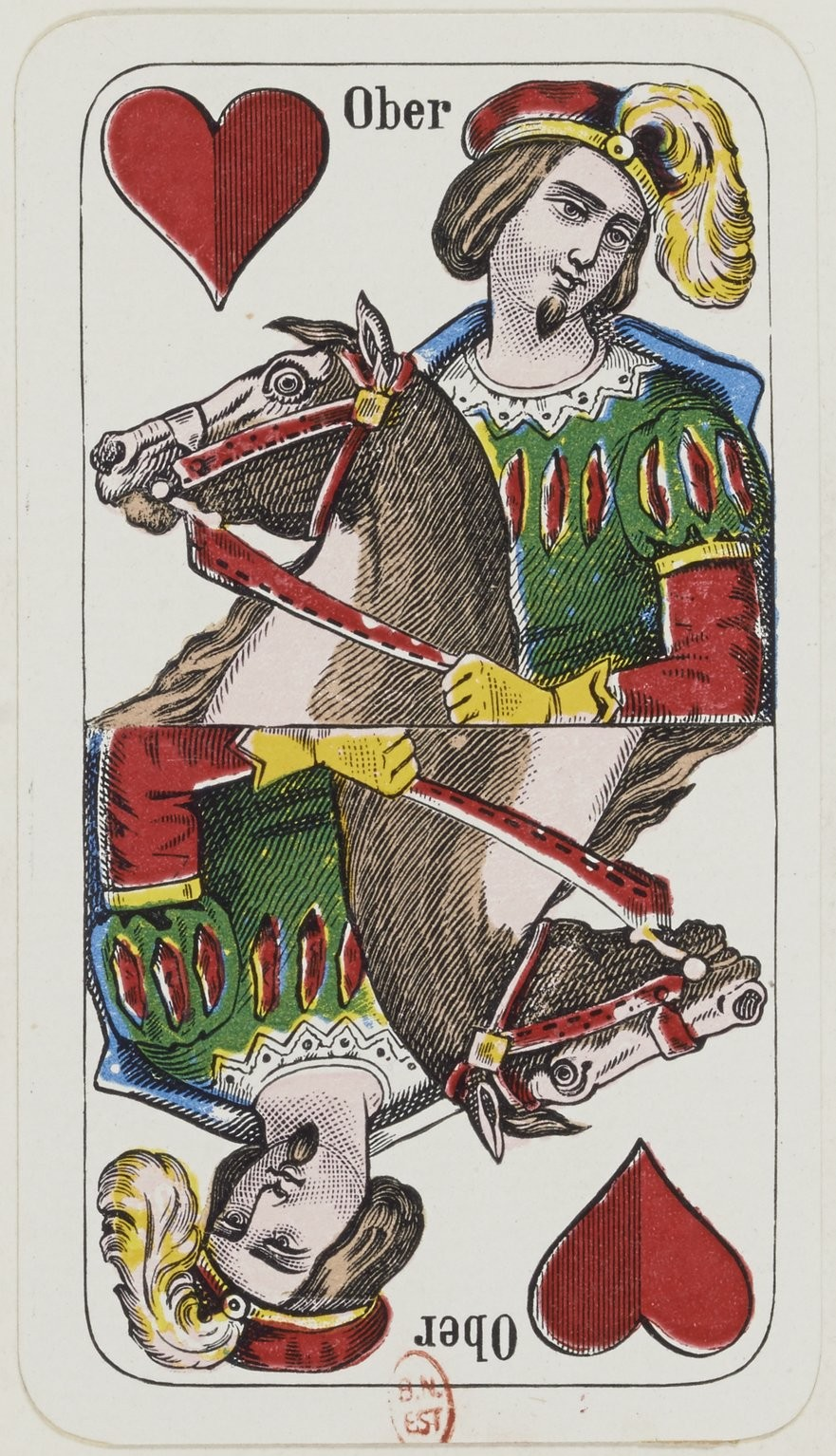
Wyżnik czerwiennyy
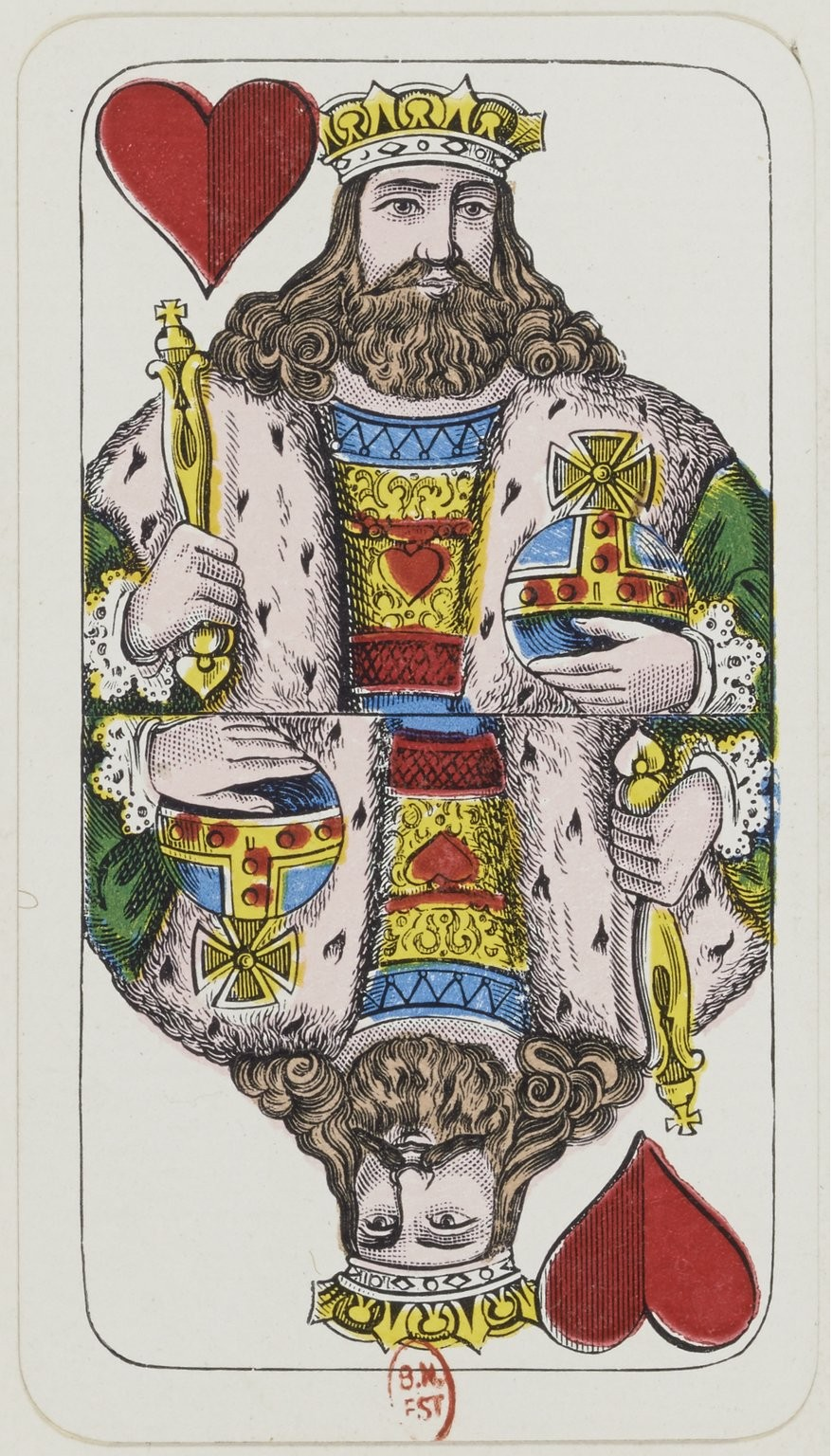
Król czerwiennyy
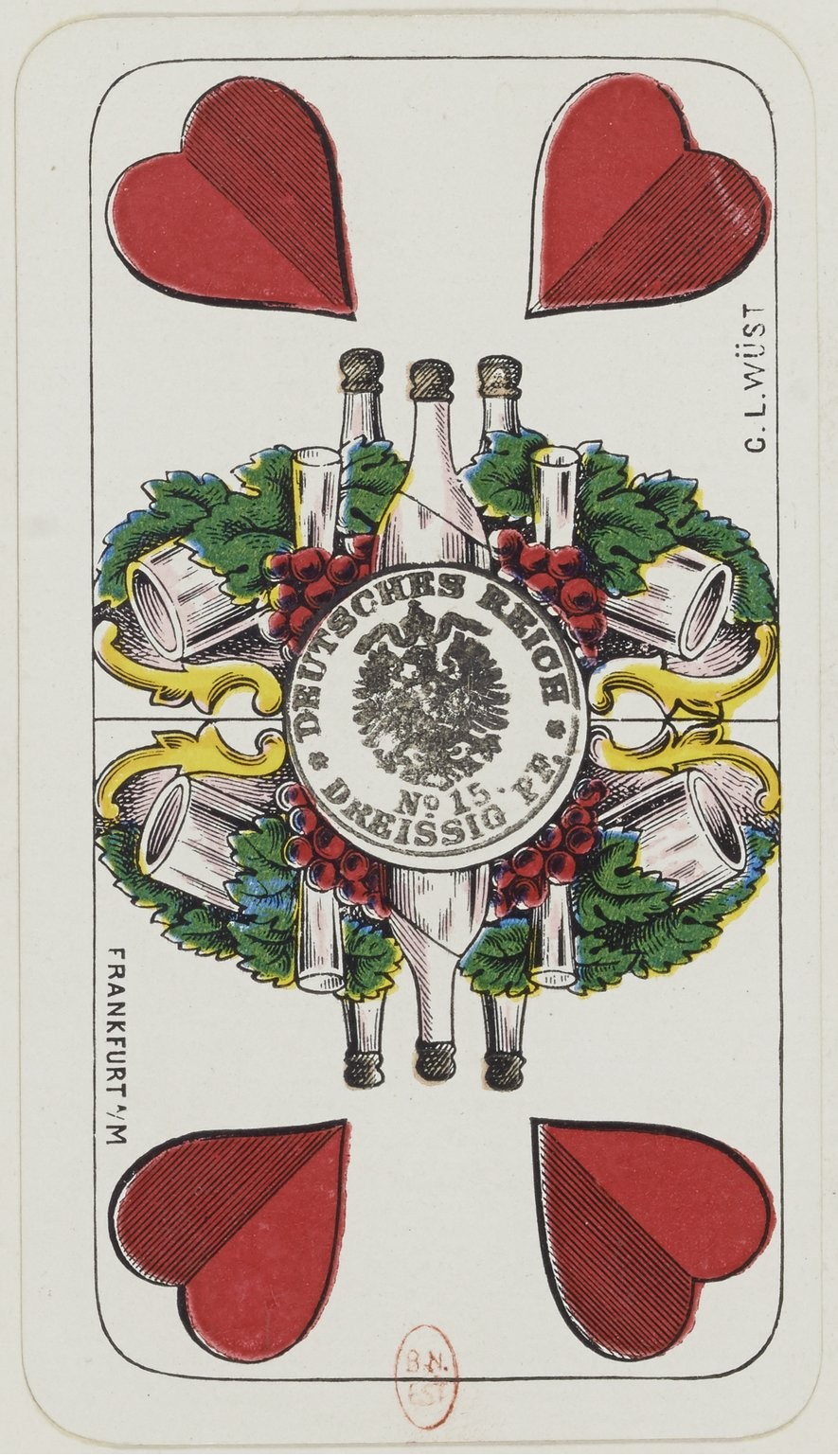
Tuz czerwiennyy